# Kriegsoffizier
Kriegsoffizier bezeichnete im Zweiten Weltkrieg diejenigen Wehrmachtsoffiziere, die unter erleichterten Bedingungen aus den Mannschaftsrängen hervorgegangen waren.
Um die Verluste an Offizieren der aktiven und der Reservelaufbahn auszugleichen, konnten insbesondere verdiente Unteroffiziere von ihren Regimentskommandeuren zum Kriegsoffizier vorgeschlagen werden.
Ursprünglich sollten diese „Soldaten aus der Truppe“ unter 25 Jahre alt sein und unverheiratet (Ausnahme: Berufs-Unteroffiziere). Unteroffizieren mit mindestens zehn Dienstjahren sollte ebenfalls die Möglichkeit zum Wechsel in die Offizierslaufbahn gewährt werden.
Nach dem Besuch eines zwischen vier und sechs Monaten währenden Offizieranwärter-Lehrgangs an einer Waffenschule wurde der Offizier-Anwärter zum Fahnenjunker-Feldwebel, Fahnenjunker-Oberfeldwebel oder Fahnenjunker-Stabsfeldwebel ernannt (abhängig vom alten Dienstgrad des Anwärters). Nach weiteren 15 Monaten sollte die Beförderung zum Offizier erfolgen.
Im Feld war alternativ die Ernennung zum Offizieranwärter durch den Einheitsführer möglich. Die Beförderung zum Kriegsoffizier sollte dann ebenfalls nach 15 Monaten erfolgen.